# タスマンシリーズ
タスマンシリーズ (Tasman Series) は、1964年から1975年にかけてオーストラリアとニュージーランドで開催されていたフォーミュラカーの選手権レースである。「タスマンカップ」「タスマンチャンピオンシップ」とも呼ばれる。名称はオーストラリアとニュージーランドに挟まれたタスマン海にちなむ。

## 沿革

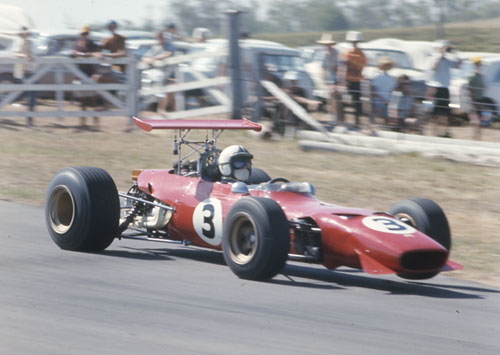
1969年オーストラリアGPで優勝したクリス・エイモン（マシンはフェラーリ246T）

オセアニアのイギリス連邦に属する地域では、イギリス製の中古レーシングカーを輸入してローカルレースが行われていた。ジャック・ブラバムを筆頭に、ブルース・マクラーレン、クリス・エイモン、デニス・ハルムといったドライバーはそこで頭角を現し、ヨーロッパに渡って成功を収めた。
1964年、この地域のトップフォーミュラのチャンピオンを決定する「タスマンシリーズ」が創設された。シリーズは例年1月にニュージーランド・ラウンド、2月にオーストラリア・ラウンドという順に7～8戦を転戦する短期集中方式で開催された。その中には当地のビッグイベントであるオーストラリアGPとニュージーランドGPも含まれた。
このシリーズにはヨーロッパの有名ドライバーたちも多数参戦した。開催時期の1～2月は南半球では真夏だが、北半球ではモータースポーツのオフシーズンにあたる。このため、前述の地元出身者はもちろん、ジム・クラーク、グラハム・ヒル、ジャッキー・スチュワート、ヨッヘン・リント、ペドロ・ロドリゲス、デレック・ベルといったスター選手がバカンスを兼ねて参戦した。F1チームもタスマンシリーズ用のマシンを用意し、ワークス体制で出場した。
ブルース・マクラーレンは所属するクーパーが参戦に消極的だったため、テディ・メイヤーらとプライベートチームを結成し、これが名門マクラーレンの出発点になった。
1968年にロータスが投入したロータス・49Tは、F1シーズン開幕に先んじてタバコ銘柄の「ゴールド・リーフ」のスポンサーカラーをまとって登場した。ジム・クラークはこのマシンで最後の個人タイトルを獲得した後、4月のF2レースで事故死した。
1969年に日本で創設されたJAFグランプリにはタスマンシリーズ勢が招待出場し、ロータス・レプコに乗るレオ・ゲオゲーガンが優勝した。
開幕から1969年までの6年間は2.5リッターエンジンのマシンを用いていたが、1970年より5リッターエンジンを搭載するF5000規定も認められ、その後の主流マシンとなった。F1からのエントリーは減り、地元チーム・ドライバーが活躍する地域選手権という姿に戻った。
シリーズはニュージーランド側が独立する形で、1975年を最後に終了した。オーストラリアではF5000規定のまま1979年まで「ロスマンズ・インターナショナルシリーズ」が開催され、ニュージーランドでは1977年より1.6リッターエンジンのフォーミュラ・パシフィックがスタートした。
タスマンシリーズはヒストリックレーサーの支持者を中心に人気があり、今日でもリバイバルレースが行われている。

## 車両の特徴

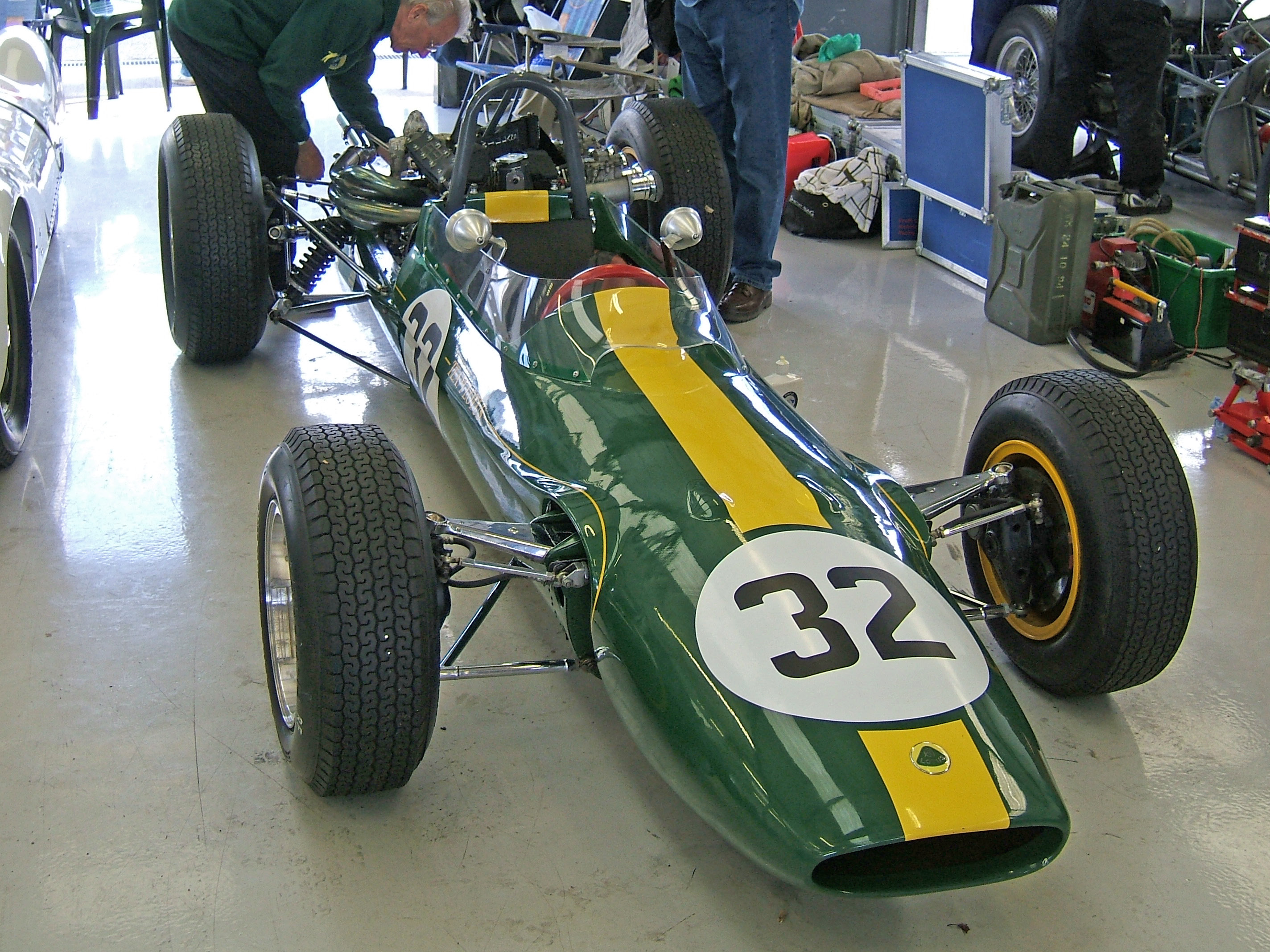
ロータス32B・クライマックス

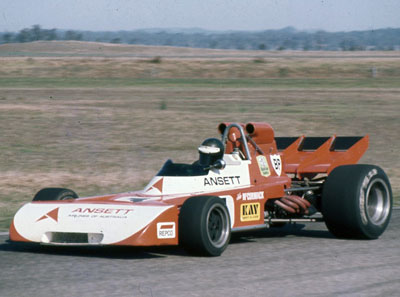
John McCormackがドライブするエルフィンMR5（1972年）

シャシーの製造元にはロータス、クーパー、ブラバム、BRM、フェラーリといったF1コンストラクターが連ねた。既製のF1・F2マシンをモディファイにしたものが多く、ワークスの使用後はプライベーターに放出された。他にも、エルフィン、ミルドレン、マクレーといったローカルコンストラクターが参戦していた。
エンジンは1961年にF1で1.5リッターエンジン規定が導入されてから余剰となっていたクライマックス・FPFエンジン（2.5リッター直4）が多用された。フェラーリやBRMはF1用1.5リッターエンジンのサイズを拡大して使用した。
F1で1966年より3リッター規定が導入された直後はエンジンの準備が遅れていたため、暫定的にタスマン用のエンジンを搭載するF1マシンもあった。1968年、コスワースはF1用に開発したDFVエンジンをショートストローク化したDFWエンジンを投入した。地元のレプコはブラバムとのジョイントでF1を制したのと同じく、ビュイック (GM) をベースにしたタスマン用V8エンジンを開発した。
F5000時代にはマクラーレン、サーティース、ローラ、シェブロンといったコンストラクターが量販シャシーを供給した。
搭載される5リッターエンジンはシボレーの市販型OHVV8エンジン（ストックブロック）が多用された。レプコはホールデン (GM) をベースにしたレプコ-ホールデンV8エンジンを供給した。

## 歴代チャンピオン
| シーズン | ドライバー               | チーム                                     | マシン                      |
| -------- | ------------------------ | ------------------------------------------ | --------------------------- |
| 1964年   | ブルース・マクラーレン   | ブルース・マクラーレン・モーターレーシング | クーパーT70・クライマックス |
| 1965年   | ジム・クラーク           | チーム・ロータス                           | ロータス32B・クライマックス |
| 1966年   | ジャッキー・スチュワート | BRM                                        | BRM P261                    |
| 1967年   | ジム・クラーク           | チーム・ロータス                           | ロータス33・クライマックス  |
| 1968年   | ジム・クラーク           | チーム・ロータス                           | ロータス・49T・フォード     |
| 1969年   | クリス・エイモン         | Scuderia Veloce                            | フェラーリ246T              |
| 1970年   | Graeme Lawrence          |                                            | フェラーリ246T              |
| 1971年   | Graham McRae             | Crown Lynn                                 | マクラーレンM10B・シボレー  |
| 1972年   | Graham McRae             | Crown Lynn Grid International (NZ) Ltd     | Leda GM1・シボレー          |
| 1973年   | Graham McRae             | Crown Lynn                                 | McRae GM1・シボレー         |
| 1974年   | ピーター・ゲシン         | シェブロン・レーシングチーム・VDS          | シェブロンB24・シボレー     |
| 1975年   | Warwick Brown            | Pat Burke Racing                           | ローラT332・シボレー        |